# André Onana
André Onana Onana (sinh ngày 2 tháng 4 năm 1996) là một cầu thủ bóng đá chuyên nghiệp người Cameroon hiện đang thi đấu ở vị trí thủ môn cho câu lạc bộ Premier League Manchester United và đội tuyển bóng đá quốc gia Cameroon.
Onana gia nhập lò đào tạo trẻ của Barcelona vào năm 2010. Anh ký hợp đồng với Ajax vào năm 2015, nơi anh có 214 lần ra sân và giành được 3 danh hiệu Eredivisie. Onana gia nhập Inter Milan theo dạng chuyển nhượng tự do vào tháng 7 năm 2022 nơi anh đã giành được danh hiệu Coppa Italia và Supercoppa Italiana trong mùa giải duy nhất của mình tại câu lạc bộ, đồng thời lọt vào chung kết Champions League. Manchester United sau đó đã ký hợp đồng với Onana với giá ban đầu là 43,8 triệu bảng vào năm 2023.
Ở cấp độ quốc tế, Onana đã có hơn 30 lần ra sân cho đội tuyển quốc gia Cameroon từ năm 2016.

## Sự nghiệp câu lạc bộ

### Sự nghiệp trẻ
Sinh ra ở Nkol Ngok, Onana gia nhập Barcelona từ Học viện Samuel Eto'o ở tuổi 14 vào năm 2010. Vì chưa đủ 18 tuổi và không phải là công dân EU, Onana đã phải cho đội trẻ của Cornellà mượn trong mùa giải 2012–13, trước khi được cho mượn lại vào mùa giải tiếp theo cho đội một của Vista Alegre.

### Ajax

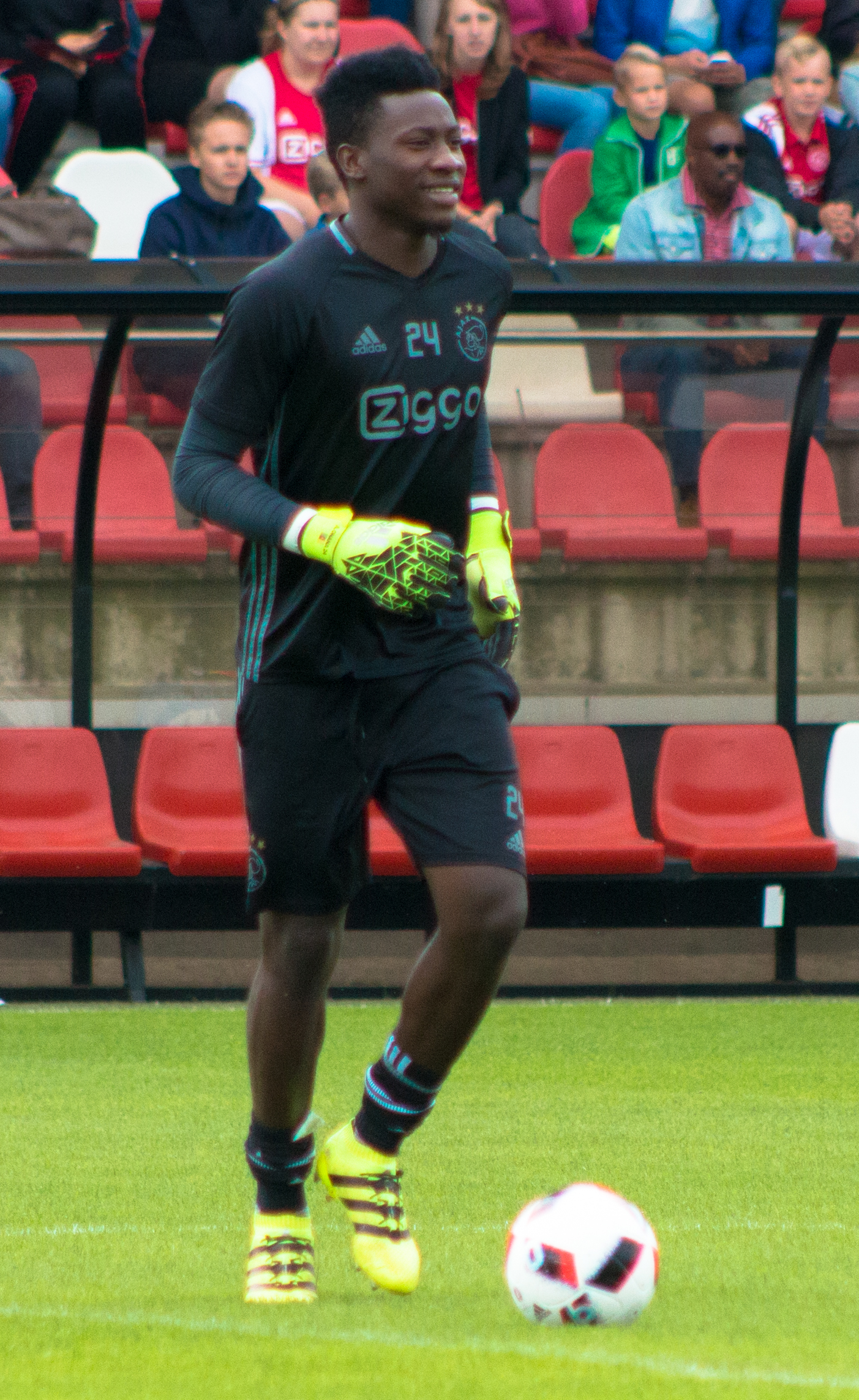
Onana với Ajax năm 2016

Đầu tháng 1 năm 2015, có thông báo rằng anh sẽ gia nhập câu lạc bộ Hà Lan Ajax vào tháng 7 năm 2015. Việc chuyển nhượng đã được đưa ra vào cuối tháng đó. Anh ra mắt cho Jong Ajax tại Eerste Divisie vào tháng 2 năm 2015. Anh ký hợp đồng mới với Ajax vào tháng 5 năm 2017, có thời hạn đến năm 2021. Vào tháng 3 năm 2019, anh ấy đã ký thêm một hợp đồng mới có thời hạn đến tháng 6 năm 2022. Vào tháng 11 năm 2019, anh nói rằng anh muốn chơi tại Premier League ở Anh.
Vào tháng 2 năm 2021, Onana bị UEFA cấm thi đấu 12 tháng sau khi xét nghiệm dương tính với Furosemide, một chất cấm. Onana cho biết anh đã uống nhầm thuốc của vợ và Ajax đã cùng anh kháng cáo quyết định này. Lệnh cấm đã được Tòa án Trọng tài Thể thao giảm xuống còn chín tháng vào tháng Sáu.
Vào tháng 1 năm 2022, anh ấy được cho là sẽ chuyển đến câu lạc bộ Ý Inter Milan. Vào tháng 5 năm 2022, anh thông báo rằng anh sẽ rời Ajax. Onana đã có 7 năm rưỡi gắn bó với Ajax, có 214 lần ra sân trên mọi đấu trường trong thời gian thi đấu.

### Inter Milan
Vào ngày 1 tháng 7 năm 2022, Inter Milan chính thức xác nhận việc ký hợp đồng 5 năm với Onana theo dạng chuyển nhượng tự do.
Vào tháng 1 năm 2023, anh ấy đã giành được Supercoppa Italiana trước đối thủ AC Milan và cũng đã giành được Coppa Italia, đánh bại Fiorentina vào tháng 5 năm 2023. Anh đã đóng một vai trò không thể thiếu trong việc giúp đưa Inter đến trận chung kết Champions League 2023.

### Manchester United
Vào ngày 18 tháng 7 năm 2023, có thông tin cho rằng Manchester United đã đồng ý một khoản phí ban đầu 43,8 triệu bảng với Inter cho việc chuyển nhượng Onana, với khoản phụ phí tiềm năng là 3,4 triệu bảng. Onana đã đồng ý các điều khoản cá nhân cho một hợp đồng 5 năm, với tùy chọn gia hạn thêm một năm. Manchester United đã xác nhận vụ chuyển nhượng hai ngày sau đó, trong đó anh tái ngộ huấn luyện viên cũ của mình tại Ajax, Erik ten Hag.

#### Mùa bóng 2023 - 2024
Onana bắt đầu mùa bóng đầu tiên tại United với trận đấu đầu tiên giữ sạch lưới khi United thắng Wolverhampton Wanderers F.C. 1-0 ở trận đấu mở màn Ngoại hạng Anh ngày 14 tháng 8 năm 2023, nhưng đã trở thành trung tâm của những tranh cãi khi trọng tài không phạt penalty cho tình huống anh phạm lỗi với Saša Kalajdžić ở cuối trận. Anh tiếp tục trở thành mục tiêu chỉ trích của truyền thông khi đã mắc những sai lầm dẫn tới hai bàn thua của Man United tại trận ra quân ở UEFA Champions League, khi thua 3-4 trên sân Bayern Munich và bản thân anh cũng thẳng thắng nhận lỗi của bản thân. Nhiều bình luận viên và nhà báo thể thao chỉ trích trong những trận đấu tiếp theo, nhưng nhà báo Guillem Balague thì lại cho rằng Onana "không phải thủ môn toàn diện nhưng đủ giỏi để chơi cho United". Huấn luyện viên Erik ten Hag là người luôn bảo vệ Onana và cho rằng anh nên được truyền cảm hứng từ các huyền thoại câu lạc bộ như Peter Schmeichel và David de Gea. Tới trận tiếp theo tại Champions League, Onana lại thể hiện bộ mặt kém cỏi ở các tình huống đối mặt khi để các cầu thủ Galatasaray ghi bàn quá dễ dàng và để thua ngược ở 20 phút cuối trận từ tỷ số 2-1 thì bỗng bị lội ngược dòng thua 2-3. Sau trận đấu, anh bị chỉ trích rất nhiều và bị gán mác là "thủ môn không biết dùng tay". Đêm ngày 24 tháng 10, United có trận thắng đầu tiên tại UEFA Champions League khi tiếp đón Copenhagen trên sân Old Trafford với pha cứu thua trên chấm penalty của Onana ở phút bù giờ thứ 7.  Tại trận Derby Manchester vào ngày 29 tháng 10, Onana đã chơi rất xuất sắc dù Manchester United phải nhận tới 3 bàn thua ngay trên sân nhà, nếu không có những pha cứu thua không tưởng có lẽ Man United đã thua đậm hơn nữa đặc biệt là pha cản phá từ cú đánh đầu rất căng của Erling Haaland, chung cuộc Manchester City giành chiến thắng giòn rã 3-0 ngay trên sân khách nhờ cú đúp của tiền đạo người Na Uy.
Vào tháng 4 năm 2025, trước trận đấu giữa Lyon và Manchester United, cựu cầu thủ United và hiện là cầu thủ của Lyon, Nemanja Matic đã mô tả Onana là "một trong những thủ môn tệ nhất trong lịch sử câu lạc bộ". Sau đó, Onana là người mắc lỗi trong cả hai bàn thắng của Lyon trong trận hòa 2–2, nhưng đã được huấn luyện viên Ruben Amorim bảo vệ. Tuy nhiên, Amorim sau đó đã loại Onana khỏi trận đấu tiếp theo của câu lạc bộ.

## Sự nghiệp quốc tế
Onana là cựu tuyển thủ trẻ Cameroon. Anh có tên trong đội tuyển Cameroon thi đấu giao hữu với Pháp vào tháng 5 năm 2016.
Onana ra mắt cho Cameroon trong chiến thắng giao hữu 2–1 trước Gabon vào tháng 9 năm 2016. Anh ấy góp mặt trong trận tranh hạng ba Cúp bóng đá châu Phi 2021 với Burkina Faso. Ngày 9 tháng 11 năm 2022, anh có tên trong đội hình cuối cùng tham dự FIFA Wolrd Cup 2022 tại Qatar. Anh chơi trận đầu tiên với Thụy Sĩ, trước khi bị loại ở trận thứ hai trước Serbia, sau đó anh cuối cùng bị huấn luyện viên Rigobert Song đuổi khỏi giải đấu vào ngày 28 tháng 11 do vấn đề kỷ luật liên quan đến tranh luận về chiến thuật huấn luyện sau này. Onana tuyên bố giã từ sự nghiệp thi đấu quốc tế vào ngày 23 tháng 12 năm 2022.
Ngày 29 tháng 8 năm 2023, Onana trở lại đội tuyển Cameroon khi được gọi trở lại thi đấu tại vòng loại African Cup of Nations trong trận đấu trước Burundi và anh chính thức thông báo sẽ trở lại thi đấu cho Cameroon vào ngày 4 tháng 9 năm 2023.

## Phong cách thi đấu
Onana là thủ môn quét người có kỹ năng phân phối bóng tốt. Anh thường xuyên ra khỏi vòng cấm của mình để giúp xây dựng lối chơi và được biết đến với sự tự tin khi cầm bóng và phạm vi chuyền bóng. Trong trận khai mạc World Cup 2022 của Cameroon gặp Thụy Sĩ, Onana có số lần chạm bóng ngoài vòng cấm (26) nhiều hơn bất kỳ thủ môn nào trong một trận đấu tại World Cup kể từ khi thống kê bắt đầu sử dụng vào năm 1966. Anh ấy được mô tả là giống như một "tiền vệ cầm trịch vài lúc" trong báo cáo của Quan sát kỹ thuật của UEFA về Champions League 2022–23.

## Đời sống cá nhân
Em họ của Onana, Fabrice Ondoa, cũng là một thủ môn.
Vào tháng 5 năm 2019, Onana đã lên tiếng về việc trở thành thủ môn da đen, nói rằng họ phải làm việc chăm chỉ hơn so với các đồng nghiệp da trắng do quan niệm sai lầm về việc họ mắc "sai lầm".

## Thống kê sự nghiệp

### Câu lạc bộ
Tính đến ngày 10 tháng 6 năm 2023
| Câu lạc bộ          | Mùa giải            | Giải vô địch        | Giải vô địch | Giải vô địch | Cúp quốc gia | Cúp quốc gia | Châu Âu | Châu Âu | Khác | Khác | Tổng cộng | Tổng cộng |
| Câu lạc bộ          | Mùa giải            | Hạng đấu            | Trận         | Bàn          | Trận         | Bàn          | Trận    | Bàn     | Trận | Bàn  | Trận      | Bàn       |
| ------------------- | ------------------- | ------------------- | ------------ | ------------ | ------------ | ------------ | ------- | ------- | ---- | ---- | --------- | --------- |
| Jong Ajax           | 2014–15             | Eerste Divisie      | 13           | 0            | —            | —            | —       | —       | —    | —    | 13        | 0         |
| Jong Ajax           | 2015–16             | Eerste Divisie      | 24           | 0            | —            | —            | —       | —       | —    | —    | 24        | 0         |
| Jong Ajax           | 2016–17             | Eerste Divisie      | 2            | 0            | —            | —            | —       | —       | —    | —    | 2         | 0         |
| Jong Ajax           | Tổng cộng           | Tổng cộng           | 39           | 0            | —            | —            | —       | —       | —    | —    | 39        | 0         |
| Ajax                | 2016–17             | Eredivisie          | 32           | 0            | 0            | 0            | 14      | 0       | —    | —    | 46        | 0         |
| Ajax                | 2017–18             | Eredivisie          | 33           | 0            | 1            | 0            | 4       | 0       | —    | —    | 38        | 0         |
| Ajax                | 2018–19             | Eredivisie          | 33           | 0            | 4            | 0            | 18      | 0       | —    | —    | 55        | 0         |
| Ajax                | 2019–20             | Eredivisie          | 24           | 0            | 3            | 0            | 11      | 0       | 1    | 0    | 39        | 0         |
| Ajax                | 2020–21             | Eredivisie          | 20           | 0            | 0            | 0            | 6       | 0       | —    | —    | 26        | 0         |
| Ajax                | 2021–22             | Eredivisie          | 6            | 0            | 2            | 0            | 2       | 0       | —    | —    | 10        | 0         |
| Ajax                | Tổng cộng           | Tổng cộng           | 148          | 0            | 10           | 0            | 55      | 0       | 1    | 0    | 214       | 0         |
| Inter Milan         | 2022–23             | Serie A             | 24           | 0            | 3            | 0            | 13      | 0       | 1    | 0    | 41        | 0         |
| Manchester United   | 2023-24             | Premier League      | 15           | 0            | 0            | 0            | 5       | 0       | 0    | 0    | 20        | 0         |
| Tổng cộng sự nghiệp | Tổng cộng sự nghiệp | Tổng cộng sự nghiệp | 226          | 0            | 13           | 0            | 73      | 0       | 2    | 0    | 316       | 0         |

1. ↑  Bao gồm KNVB Cup, Coppa Italia
2. ↑  Ra sân tại UEFA Europa League
3. ↑  2 lần ra sân tại UEFA Champions League, 2 lần ra sân tại UEFA Europa League
4. 1 2 3 4 5  Ra sân tại UEFA Champions League
5. ↑  10 lần ra sân tại UEFA Champions League, 1 lần ra sân tại UEFA Europa League
6. ↑  Ra sân tại Johan Cruyff Shield
7. ↑  Ra sân tại Supercoppa Italiana

### Quốc tế
Tính đến ngày 27 tháng 1 năm 2024
| Đội tuyển | Năm     | Số lần ra sân | Bàn thắng |
| --------- | ------- | ------------- | --------- |
| Cameroon  | 2016    | 1             | 0         |
| Cameroon  | 2017    | 1             | 0         |
| Cameroon  | 2018    | 6             | 0         |
| Cameroon  | 2019    | 8             | 0         |
| Cameroon  | 2020    | 2             | 0         |
| Cameroon  | 2021    | 2             | 0         |
| Cameroon  | 2022    | 14            | 0         |
| Cameroon  | 2023    | 3             | 0         |
| Cameroon  | 2024    | 1             | 0         |
| Tổng số   | Tổng số | 38            | 0         |

## Danh hiệu

### Câu lạc bộ

#### Ajax[12]
- Eredivisie: 2018–19, 2020–21, 2021–22
- KNVB Cup: 2018–19, 2020–21
- Johan Cruyff Shield: 2019
- UEFA Europa League: Á quân 2016–17[54]

#### Inter Milan
- Coppa Italia: 2022–23[55]
- Supercoppa Italiana: 2022[56]
- UEFA Champions League: Á quân 2022–23[57]

Manchester United
- FA Cup: 2023–24

### Quốc tế
- Africa Cup of Nations: Hạng ba 2021[41]

### Cá nhân
- Indomitable Lion of the Year (Cameroonian footballer of the year): 2018[58]
- Best African Goalkeeper: 2018[58]
- Eredivisie Team of the Year: 2018–19[59]
- CAF Team of the Year: 2019[60]
- IFFHS CAF Men Team of The Year: 2020[61]